# Иквыльинныскын
Иквыльинныскын (Эттыля́н) — река в России, на севере Дальнего Востока, протекает по территории Иультинского района Чукотского автономного округа. Длина реки 21 км.
Название в переводе с чук. Ыттъылян — «собачий путь».
Берёт начало у северного подножия горы Пэкульней, впадает в Экичуйгывеемкай, являясь её правым притоком.
В верховьях Иквыльинныскына обнаружены рудопроявления олова.